# Friends of the Earth
Hong Kongška podružnica Friends of the World (HK) ni članica Friends of the World International.
Friends of the World International (FOEI) je mednarodna mreža okoljevarstvenih organizacij v 76 državah. FOEI je vodena iz majhne pisarne (stacionirane v Amsterdamu), ki zagotavlja podporo mreži, pri vnaprej dogovorjenih kampanjah. Izvršni odbor izvoljenih predstavnikov nacionalnih skupin določa smernice politike in nadzoruje delo pisarne v Amsterdamu.

## Smernice organizacije
Organizacija Friends of the Earth se ukvarja z okoljskimi vprašanji, ki se tičejo socialnega, političnega konteksta kot tudi pogleda človekovih pravic. Njihove akcije se raztezajo preko tradicionalnih utečenih poti gibanja za ohranitev okolja in skušajo najti rešitve za ekonomske in razvojne vidike trajnosti. Temelji organizacije izhajajo predvsem iz Severne Amerike in Evrope. Sedaj pa je njeno članstvo močno prilagojeno skupinam držav v razvoju.
- ekonomska pravičnost in nasprotovanje neoliberalizmu
- gozdovi in biotska raznolikost
- suverenost hrane
- podnebna pravica in energija

Prednostne naloge organizacije so določena na dvo-letni skupščini Friends of the Earth. Poleg prioritetnih nalog izvaja (FOEI), še mnogo mednarodnih akcij, ki vključujejo;
- dezertifikacije
- Antarktika
- voda
- rudarstvo in ekstraktivnia industrija
- nuklearna energija (glej nuklearna razprava)

Vse podružnice imajo v svojem bistvu tri osnovne naloge
- zaščita človeških in okoljskih pravic
- zaščita zemeljske biotske raznolikosti
- vračilo ekološkega dolga bogatih držav, tistim državam, ki so bile izkoriščane

## Skupine Friends of the Earth
Friends of the Earth je v vsaki državi večstopenjska mreža, ki se poleg osnovnih aktivnosti, zavzema tudi za napredek in izvajanje okoljske in trajnostne politike. Skupina in aktivisti na vseh nivojih izvajajo izobraževalne in raziskovalne aktivnosti.
Od skupin Friends of the Earth se zahteva, da delujejo neodvisno od političnih strank, verskih ali drugih vplivov. Morajo biti odprte, demokratične in nediskriminatorne v svojih notranjih strukturah. Pripravljene morajo biti sodelovati z organizacijami, ki imajo iste cilje. To so pogoji, za ohranitev članstva FOEI.
Nacionalne skupine delujejo na osnovnih nalogah in širijo vpliv v svojih državah hkrati pa se udeležujejo mednarodnih akcij in nalog, ki so pomembne za FOEI. Se pravi, da lahko lokalni (osnovni) člani delujejo v okviru lokalnih nacionalnih in/ali internacionalnih akcij.

## Struktura mreže
Članice v posameznih državah se lahko poimenujejo kar Friends of the Earth ali pa se poimenujejo po ustreznem prevodu v njihovem nacionalnem jeziku, npr, Friends of the Earth (USA), Friends of the Earth (EWNI) (England Wales and Northern Ireland), (v prevodu Anglija, Wales in Severna Irska), Amigos de la Tierra (Španija in Argentina). Kakorkoli, polovica članic deluje pod lastnimi imeni, ki odraža njihovo neodvisnost porekla in kasnejši pristop k organizaciji, kot npr. ERA (FOE Nigeria) in WALHI (FOE Indonesia).
Aktivnosti Friends of the Earth International (FoEI) podpira pisarna, stacionirana v Amsterdamu in izvršni odbor, znan kot ExCom. ExCom izvolijo vsi člani na generalnem sestanku, ki je organiziran vsako drugo leto. Na omenjenem sestanku se določijo in potrdijo politične smernice in aktivnosti, ki se bodo izvajale. Poleg dela, ki je vodeno s strani FOEI, je nacionalnim skupinam ali članicam dovoljeno organizirati svoje aktivnosti in delovati bilateralno ali multilateralno kot jim pač ustreza. Edini pogoj je, da ne kršijo začrtanih smernic organizacije na internacionalni ravni.

## Zgodovina
Friends of the Earth je bila ustanovljena v Združenih Državah leta 1969. Njen ustanovitelj je bil David Brower po tem, ko je zaključil sodelovanje z Sierra Club, ki se je upirala izzivom gradnje nuklearnih objektov. Mednarodna mreža je postala leta 1971 na srečanju predstavnikov iz Združenih Držav, Švedske, Združenega Kraljestva (UK) in Francije. Ostale zgodovinske podatke se lahko najde v člankih internacionalnih organizacij FOE.

## Pomembni podporni člani
- Dominique Voynet je vodil v letih 1995 in 2007 francoske volitve za predsednika v stranki "les verts" ali Green Party (Stranka Zelenih).
- Jay Kay član in frontman funk/acid jazz skupine Jamiroquai, donator, ki je poleg ostalih donacij, del svojega dobička od prodaje plošč namenil Friends of the Earth in Oxfam.

Podpora za Big Ask (veliko vprašanje)
Med tistimi ,ki so bili prisotni ob ustanovitvi Friends of the Earth (EWNI)-jeve kampanje o klimatskih spremembah The Big Ask so tudi, Jude Law, Edith Bowman, Sian Lloyd, Ross Burden, David Cameron, David Miliband, Thom Yorke, Stephen Merchant, Michael Eavis, in Emily Eavis.

## Članice organizacije
- Friends of the Earth Europe locirana v Bruslju
- Les Amis de la Terre-France, Francija
- Amigos de la tierra, Španija
- Bund für Umwelt und Naturschutz Deutschland, Nemčija
- ERA (FOE Nigeria)
- Friends of the Earth (EWNI), Anglija, Wales in Severna Irska
  - Birmingham Friends of the Earth
- Friends of the Earth Canada
- Friends of the Earth Scotland
- Friends of the Earth (US)
- Green Action, Hrvaška
- Hnutí DUHA, Češka Republika
- Milieudefensie, Nizozemska
- Norwegian Society for the Conservation of Nature, Norveška
- WALHI (FOE Indonezija)
- Friends of the Earth Australia
- Friends of the Earth Malta
- Friends of the Earth Middle East
- Amigu di Tera, Curaçao, Netherlands Antilles
- Sobrevivencia - Amigos de la Tierra PY, Paragvaj
- AmiGoS dA TeRRa - BraSiL
- Magyar Természetvédok Szövetsége / Friends of the Earth Hungary
- Priatelia Zeme Slovensko (Friends of the Earth Slovaška)